# ماديسون دي لا غارزا
ماديسون دي لا غارزا (بالإنجليزية: Madison De La Garza)‏ (و. 2001  م) هي ممثلة، وممثلة تلفزيونية، وممثلة أفلام أمريكية، ولدت في دالاس، تكساس، بدأت مشوارها المهني سنة 2008.

## وصلات خارجية
- ماديسون دي لا غارزا على موقع IMDb (الإنجليزية)
- ماديسون دي لا غارزا على موقع ألو سيني (الفرنسية)
- ماديسون دي لا غارزا على موقع قاعدة بيانات الفيلم (الإنجليزية)
- ماديسون دي لا غارزا على موقع كينوبويسك (الروسية)